# Adri Rodrígues
Adrián Rodrígues Gonçalves, (Andorra la Vieja, Andorra, 14 de agosto de 1988) es un futbolista andorrano. Juega en la posición de defensa en el Atlètic Club d'Escaldes que milita en la Primera División de Andorra.

## Carrera
Comenzó su carrera en la temporada 2007-08 jugando para el FC Andorra. En 2010 firmó un contrato con el CD Mensajero de la Tercera división de España (cuarto nivel). En 2012 jugó para el Racing Lermeño. y el histórico club español Burgos CF.
Después de jugar en el Collado Villalba y Salmantino, firmó con el Marino de Luanco en enero de 2015 para jugar en la Segunda División B de España (tercer nivel).

## Selección nacional
Jugó en la selección sub-21 de Andorra antes de su debut en el seleccionado principal en 2012.

## Clubes
| Club                    | País    | Año       |
| ----------------------- | ------- | --------- |
| F. C. Andorra           | Andorra | 2007-2010 |
| C. D. Mensajero         | España  | 2010-2011 |
| C. D. Puerta Bonita     | España  | 2011      |
| C. F. Vilanova          | España  | 2011-2012 |
| C. D. Huracán Z         | España  | 2012      |
| Racing Lermeño          | España  | 2012-2013 |
| Burgos C. F.            | España  | 2013      |
| Unión Collado Villalba  | España  | 2013-2014 |
| Salamanca C. F. UDS     | España  | 2014-2015 |
| Marino de Luanco        | España  | 2015      |
| C. P. Villarrobledo     | España  | 2015-2016 |
| C. D. Quintanar Rey     | España  | 2016-2017 |
| C. P. Villarrobledo     | España  | 2017      |
| C. P. Parla             | España  | 2017-2018 |
| A. D. Colmenar Viejo    | España  | 2018      |
| F. C. Lusitanos         | Andorra | 2018-2019 |
| Atlètic Club d'Escaldes | Andorra | 2019-act. |